# Elia Levita
Elia Levita, egentligen Elia ben Ascher ha-Levi född 13 februari 1468, död 28 januari 1549, var en italiensk-judisk språkforskare.
Elia Levita undervisade flera katolska och protestantiska lärde i hebreiska och kan sägas vara grundläggare av de hebreiska språkstudierna inom kristendomen. Elia Levita utgav på hebreiska flera betydelsefulla grammatiska skrifter, i latinsk översättning av S. Münster.